# Stazione di Oppikon
La stazione di Oppikon (in tedesco Bahnhof Oppikon) è una fermata ferroviaria a servizio della frazione omonima nel comune svizzero di Bussnang sulla ferrovia Wil-Kreuzlingen.

## Storia
La fermata fu attivata il 16 dicembre 1911, in occasione dell'apertura della linea Wil-Kreuzlingen-Costanza.

## Strutture e impianti
La fermata dispone di un binario dotato di marciapiede per il servizio passeggeri. È dotata di un piccolo fabbricato viaggiatori in legno.

## Movimento
La fermata è servita dai treni a cadenza semioraria (e che fermano su richiesta) sulla relazione Romanshorn - Wil (linea S10 della rete celere di San Gallo).

## Servizi
Nella stazione sono presenti:
- Sala d'attesa
- Biglietteria automatica[3]

Inoltre, è presente un piccolo parcheggio di interscambio per biciclette.

## Interscambi
- Fermata autobus (Oppikon, Bahnhof)